# ولفورد، نورث‌همپتون‌شر
ولفورد (به انگلیسی: Welford) یک روستا و محله مدنی در بریتانیا است که در Daventry واقع شده‌است. ولفورد ۱٬۰۴۳ نفر جمعیت دارد.